# Stjepan Pavlovič Suprun
Stjepan Pavlovič Suprun (rusko Степан Павлович Супрун), sovjetski častnik, vojaški pilot, preizkusni pilot, letalski as in dvojni heroj Sovjetske zveze, * 2. avgust 1907, Ukrajina,  † 4. julij 1941.
Suprun je v svoji vojaški karieri dosegel 19 samostojnih zračnih zmag. Bil je prvi dvojni heroj Sovjetske zveze, ki je prejel drugo Zlato zvezdo med drugo svetovno vojno.

## Življenjepis
Leta 1933 je postal preizkusni pilot, kar je opravljal vse do svoje smrti.
Sodeloval je v španski državljanski vojni, drugi kitajsko-japonski vojni (8 zmag) in drugo svetovni vojni (11 zmag).
Sestreljen je bil julija 1939.
V svoji karieri je letal med drugim na Lagg-1, MiG-1, I-16 in MiG-3.

## Odlikovanja
- heroj Sovjetske zveze (20. maj 1940, 22. julij 1941)
- red Lenina (2x)